# Żyła naczyniówkowa dolna
Żyła naczyniówkowa dolna (łac. vena choroidea inferior) – w anatomii człowieka jedna z żył głębokich mózgu. Odprowadza krew z dolnej części splotu naczyniówkowego i z okolicy hipokampa, wpada zazwyczaj do żyły podstawnej.